# Michael Weiner
Michael Weiner (nascido em 18 de abril de 1975) é um ator e compositor americano. Ele é mais conhecido por seu papel ocasional na série The Fresh Prince of Bel-Air, onde ele interpretava o personagem "Kellogg 'Cornflake' Lieberbaum". Como compositor, Weiner co-produziu o álbum da trilha sonora e compôs a trilha sonora do filme Man of the Century de 1999 e do episódio “The Song in Your Heart" de Once Upon a Time.

## Filmografia

### Cinema
- Man of the Century (1999)
- Senhor Sábado à Noite (1992)
- Tudo que eu quero para o Natal (1991)
- Coupé de Ville (1990)
- Relentless (1989)

### Televisão
- Then We Got Help! (2010-2011)
- Felicity  (1999)
- Beverly Hills, 90210 (1995)
- Hangin' with Mr. Cooper (1993)
- The Wonder Years (1989-1992)
- The Fresh Prince of Bel-Air (1990-1992)
- Parker Lewis Can't Lose (1992)

### Curta-metragem
- The Murder of Donovan Slain (2004)
- The Fanatical Teachings of Julian Tau (2000)